# Emerich Sinelli
Emerich Sinelli OFMCap (ur. 29 czerwca 1629 w Komárno, zm. 28 lutego 1685 w Wiedniu) – austriacki duchowny rzymskokatolicki, w latach 1681-1685 książę biskup Wiednia.

## Życiorys
Urodził się 29 czerwca 1629 w Komárno, jako syn rzeźnika Michaela Senelli i został ochrzczony pod imieniem Johann Anton. Studiował w Linz oraz filozofie w Ingolstadt. Wstąpił do zakonu kapucynów w wieku 21 lat i przyjął imię zakonne Emerich. Był misjonarzem nawracającym protestantów w Dolnej Austrii oraz Pradze. Potępiał intrygi dworskie oraz chciwość urzędników, został doradcą Leopolda I. W 1670 rozkazał wygnać żydów z Leopoldstadt. Leopold I przedstawił go jako biskupa Wiednia, jednak Sinelli jako zakonnik był niechętny przyjęciu tego zaszczytu. Papież Innocenty XI zmusił go do przyjęcia sakry, która miała miejsce 11 maja 1681, udzielił jej kardynał Francesco Buonvisi. Został premierem Rady Cesarskiej, jednak nadal wiódł skromne życie reprezentowany przez Leopolda Karla von Kollonitscha. Wraz z dworem uciekł z oblężonego Wiednia jednak powrócił do niego już 14 września i rozpoczął odbudowę zniszczonych kościołów. Zmarł nie doczekawszy się kreacji kardynalskiej 28 lutego 1685 i został pochowany w krypcie biskupów katedry św. Szczepana.